# Explicit
Explicit (z lat. explicit, končí se) obvykle znamená závěrečná slova textu, ať už v jeho původní podobě nebo v daném tisku či rukopisu. Někdy se tím rozumějí i dodatečné záznamy na konci textu. Pokud se takový záznam týká přímo dokončení rukopisu nebo tisku, užívá se pojem kolofon. Obojí je součástí knihovnického popisu rukopisů a starých tisků, zejména pokud nemají titulní list.

## Význam
Svitky a některé staré rukopisy i tisky neměly žádný titulní list a identifikují se často svým incipitem, prvními slovy textu. Pokud jsou však první listy ztracené nebo poničené, což se u starých knih často stává, zbývá ještě možnost identifikace právě explicitem.